# Okoshi-juku
Okoshi-juku (起宿, Okoshi-juku) était la sixième des neuf stations (shukuba) le long du Minoji. Elle était située dans la ville moderne d'Ichinomiya, préfecture d'Aichi au Japon. Établie sur les berges de la Kiso-gawa, la station était aussi à la limite des provinces de Moino et d'Owari.

## Histoire
Quand les missions Joseon au Japon traversèrent Okoshi-juku, 270 bateaux furent utilisés pour construire un pont flottant de 800 m de long.
Les ruines du honjin d'Okoshi-juku sont toujours visibles. Katō Isotari (加藤磯足), le onzième gérant du honjin, avait été élève du célèbre savant Motoori Norinaga.

## Stations voisines
Minoji
Hagiwara-juku – Okoshi-juku – Sunomata-juku